# 제이컵 영
제이컵 영(Jacob Young, 1979년 10월 10일 ~ )은 미국의 배우이다.

## 출연 작품
- 내겐 너무 아찔한 그녀 (2004)
- 희망과 신념 (2003)
- 비앤비 (1987)
- 올 마이 칠드런 (1970)
- 원 라이프 투 리브 (1968)